# 제15회 대종상
제15회 대종상의 시상식에 관한 내용이다.

## 수상 및 후보

### 최우수작품상
- 어머니 - 합동영화 수상

### 감독상
- 원산공작 - 설태호 수상

### 시나리오상
- 원산공작 - 서윤성 수상

### 남우주연상
- 아라비아 열풍 - 신일룡 수상

### 여우주연상
- 빗 속의 연인들 - 최민희 수상

### 남우조연상
- 어머니 - 장동휘 수상

### 여우조연상
- 원산공작 - 태현실 수상

### 촬영상
- 보통여자 - 정광석 수상

### 편집상
- 원산공작 - 김창순 수상

### 조명상
- 빗 속의 연인들 - 장기종 수상

### 음악상
- 우리들에게 내일은 있다 - 황문평 수상

### 미술상
- 혈육애 - 김성배 수상

### 녹음상
- 우리들에게 내일은 있다 - 한양녹음 수상

### 신인상
- 우리들에게 내일은 있다 - 한유정 수상

### 우수반공영화상영상
- 돌아온 팔도강산 - 세경흥업 수상

### 우수작품상
- 원산공작 - 세경흥업 수상

### 우수문화영화상
- 빼앗긴 욕망 - 유프로덕션 수상

### 특별상
- 철새 - 국립영화제작소 수상